# Wugu
Wugu (chiń. upr. 五股区; chiń. trad. 五股區; pinyin Wǔgǔ qū; Wade-Giles Wu-ku ch’ü; pe̍h-ōe-jī Gō͘-kó͘-khu) – dzielnica (chiń. 區, qū) miasta wydzielonego Nowe Tajpej na Tajwanie. Znajduje się w zachodniej części miasta.
23 czerwca 2009 komitet przy Ministrze Spraw Wewnętrznych Republiki Chińskiej zarekomendował przekształcenie dotychczasowego powiatu Tajpej (chiń. trad. 臺北縣; pinyin Taibei xiàn) w miasto wydzielone; wszystkie gminy wiejskie (chiń. 鄉, xiāng), jak Wugu, gminy miejskie i miasta wchodzące w skład powiatu zostały przekształcone w dzielnice (chiń. 區, qū). Ustawa weszła w życie 25 grudnia 2010 roku.
Populacja dzielnicy Wugu w 2016 roku liczyła 84 134 mieszkańców – 41 685 kobiet i 42 449 mężczyzn. Liczba gospodarstw domowych wynosiła 30 747, co oznacza, że w jednym gospodarstwie zamieszkiwało średnio 2,74 osób.

## Demografia (2010–2016)
| Rok  | Liczba ludności | Gęstość zaludnienia | Kobiety | Mężczyźni | Gospodarstwa domowe |
| ---- | --------------- | ------------------- | ------- | --------- | ------------------- |
| 2010 | 79 958          | 2293                | 39 388  | 40 570    | 27 351              |
| 2011 | 80 518          | 2309                | 39 779  | 40 739    | 27 777              |
| 2012 | 81 225          | 2329                | 40 140  | 41 085    | 28 290              |
| 2013 | 81 744          | 2344                | 40 452  | 41 292    | 28 737              |
| 2014 | 82 255          | 2359                | 40 722  | 41 533    | 29 305              |
| 2015 | 82 923          | 2378                | 41 081  | 41 842    | 29 946              |
| 2016 | 84 134          | 2413                | 41 685  | 42 449    | 30 747              |